# I Need Your Love (Cappella)
I Need Your Love è un brano del 1996 dei Cappella.
Il brano suscitò interesse soprattutto in Finlandia arrivando a toccare la sesta posizione della classifica. Un riscontro anche se più lieve lo ebbe in Francia, Austria e nei Paesi Bassi.
In Italia si fermò al ventesimo posto.

## Tracce
CD-Maxi
1. I Need Your Love (Video Edit) (3.30)
2. I Need Your Love (R.A.F. Zone Mix) (5:34)
3. I Need Your Love (Mars Plastic Mix) (6:40)
4. I Need Your Love (Prof-X-Or Commitee Mix) (6:20)
5. I Need Your Love (House Mix) (5:35)
6. I Need Your Love (House Mix Radio Edit) (3:27)

## Single
1. I Need Your Love (Video Edit) (3:31)
2. I Need Your Love (House Mix Radio Edit) (3:28)